# Acciona
Acciona é uma empresa espanhola de promoção e gestão de infraestruturas (água, concessões, construções e serviços) e energias renováveis. Está presente em 65 países nos cinco continentes e faz parte do IBEX 35.

## Historia
As origens da empresa remontam à empresa MZOV (sigla para a Compañía del Ferrocarril de Medina a Zamora y de Orense a Vigo), fundada em 1862 na Galícia. Em 1978 a MZOV fundiu-se com a Cubiertas y Tejados, S.A., empresa fundada em 1918 por Luis Ferrer-Vidal de Llauradó e Víctor Messa Arnau, provenientes da antiga "Vilaseca Roesicke y Maas", formando a empreiteira Cubiertas y MZOV Compañia General de Construcciones, SA. Em 1997, fundiu-se com a Entrecanales y Távora para formar a terceira maior construtora espanhola, passando a se chamar Acciona e também sendo cotada em bolsa de valores a partir de maio do mesmo ano. Os acionistas também aprovaram a aquisição da Eur, S.A. A subsidiária de construção passou a se chamar Necso Entrecanales Cubiertas.
O nome Acciona provém do nome do Museu Interativo da Ciência em Alcobendas.
Em 2002, o estado espanhol entregou a companhia de navegação Trasmediterránea a um consórcio formado pela Acciona e por uma empresa de Abel Matutes.  A Trasmediterránea foi vendida por 259 milhões de euros, além da dívida acumulada da companhia de navegação, estimada em 210 milhões de euros e pagas pelo consórcio. A manutenção da Trasmediterránea custou centenas de milhões à Acciona, que chegou a tentar vendê-la em 2014 à empresa Baleària e ao fundo de investimento Cerberus Capital Management.
Em dezembro de 2003, José Manuel Entrecanales Domecq foi nomeado presidente da Energía Hidroeléctrica de Navarra (EHN), cujos acionistas incluíam a Acciona. Em outubro de 2004, a Acciona aumentou sua participação na EHN para 89%, atingindo 100% em janeiro de 2005. Em 2005, o grupo empresarial investiu 24 milhões de euros na unificação de todas as marcas sob o nome Acciona. Assim, as subsidiárias Necso e Energía Hidroeléctrica de Navarra (EHN) desapareceram. A única exceção foi a Trasmediterránea, que passaria a se chamar oficialmente Acciona Trasmediterránea, José Manuel Entrecanales foi nomeado presidente da Acciona.
Em 2007, a Acciona, juntamente com a empresa italiana Enel, assumiu o controle da empresa espanhola de eletricidade Endesa, da qual adquiriu 92% da participação. No entanto, em 2009 vendeu à Enel 25% da Endesa, que tinha um valor estimado de 8,2 bilhões de euros. Por outro lado, a Acciona comprou em 2017 a construtora australiana Geotech, reforçando a atuação em um país no qual já estava em operação desde 2002. Esta aquisição significaria a consolidação do desenvolvimento de infraestruturas na Austrália pela empresa. No início de 2018, a Transmediterránea seria finalmente vendida à empresa canária Naviera Armas.

## Linhas de negócio
Dentro do setor de infraestrutura sua atuação se divide em infraestrutura viária e todos os tipos de edificações e engenharia industrial.  Possui um setor específico dedicado à criação de plantas de gerenciamento de água. Também oferece diversos serviços de manutenção predial.
Seu setor de energia está presente em mais de 20 países. Ela quis se concentrar, especialmente, em energias renováveis por meio de projetos de energia eólica, energia solar fotovoltaica, energia solar térmica, energia hidráulica e energia de biomassa.
Em menor grau, abrange também outros setores. Dedica-se à corretagem de ações por meio da Bestinver e às vinícolas pelo Grupo Bodegas Palacio 1894 (anteriormente Hijos de Antonio Barceló).
Atualmente, a Acciona trabalha projetando e construindo diferentes projetos em diversos setores sob o denominador comum da luta contra as mudanças climáticas:
- Energia: tem como foco a produção de energia a partir de fontes renováveis como eólica, solar fotovoltaica, hidrelétrica, solar térmica ou biomassa. Também investe em modelos de energia de baixo carbono. Além da geração renovável, a empresa vende a outras empresas e organizações a energia limpa que produz, opera e mantém ativos renováveis e oferece todos os tipos de serviços energéticos, entre outras atividades.
- Transporte: A Acciona atua em toda a cadeia de valor de grandes projetos de infraestrutura, desde o fornecimento, projeto e construção até a manutenção. A empresa constrói infraestrutura de transporte como rodovias e estradas, pontes, túneis, ferrovias, metrôs e bondes, portos e aeroportos, entre outros.
- Água: Atua na construção de estações de tratamento de água como dessalinização, potabilização ou tratamento de esgoto e oferece serviços de abastecimento de água para cidades. É responsável pela dessalinização, purificação, distribuição, abastecimento, saneamento, purificação e reutilização da água.
- Social: A Acciona também se dedica à construção de infraestruturas sociais, como hospitais, campus universitários, museus e exposições, design e gestão de eventos ou regeneração de ecossistemas.
- Cidades: também oferece uma série de serviços para tornar os ambientes das cidades mais habitáveis, como construção eficiente, mobilidade elétrica, economia circular e gestão de resíduos ou cuidados com os ecossistemas urbanos. O serviço de mobilidade elétrica é oferecido com scooters elétricas que operam em várias cidades europeias.
- Imóveis: a Acciona possui uma empresa imobiliária por meio da qual comercializa residências, escritórios, hotéis e centros turísticos ecoeficientes e propriedades industriais ecoeficientes. Está operacional em países como Espanha, México, Polônia ou Portugal.
- Financeiro: Oferece serviços financeiros por meio do Bestinver. Basicamente, são os serviços de gestão de ativos e mercado de capitais. A operação é concentrada na mobilização de investimentos em atividades que geram baixas emissões de carbono e são sustentáveis.

## Sustentabilidade
A Acciona obteve o selo RobecoSAM Silver Class 2015 no setor elétrico por suas boas práticas em termos de sustentabilidade.
Ela também foi incluída no CDP Climate Performance Leadership Index 2014, que lista as 187 empresas globais que obtiveram a classificação mais alta por seu desempenho no combate às mudanças climáticas.
Desde 2015, a Acciona lidera o ranking das empresas mais verdes do mundo segundo o grupo editorial norte-americano Energy Intelligence.  Além disso, a Acciona participa ativamente da Conferência das Partes (COP), autoridade máxima da Convenção-Quadro das Nações Unidas sobre Mudanças Climáticas. Na COP 21 em Paris, em 2015, José Manuel Entrecanales anunciaria o compromisso da Acciona de ser uma empresa neutra em carbono, conquista que a empresa mantém desde 2015, tendo recebido o Prêmio Nacional do Meio Ambiente no Chile. Em 2019, na COP 25 em Madrid, a Acciona se comprometeu a reduzir seus gases de efeito estufa em 60% até 2030.
Por outro lado, foi reconhecida como uma das empresas mais ativas em inovação aberta, de acordo com a Startup Europe Partnership (SEP) pelo seu sucesso na integração de startups nos programas de inovação das diferentes áreas de negócio da empresa.
A Acciona está entre as 100 empresas mais sustentáveis do mundo, segundo ranking elaborado pela Corporate Knights, grupo editorial especializado em economia descarbonizada. Especificamente, ocupa o 31º lugar, em comparação com a posição número 70, registrada no ano passado.

## Sanções
Em julho de 2022, a Comissão Nacional de Mercados e Concorrência (CNMC) aplicou uma multa de 29,4 milhões de euros à Acciona por ter alterado, durante 25 anos, junto com outras importantes construtoras espanholas, milhares de licitações públicas para a construção de infraestruturas e obras civis.

## Acionistas
A Família Entrecanales detém 55,73% da empresa.
| Acionista               | Direito de voto | Sociedade                               |
| ----------------------- | --------------- | --------------------------------------- |
| Familia Entrecanales    | 28,04%          | Wit Europese Investering, BV            |
| Familia Entrecanales    | 27,69%          | Tussen de Grachten, BV                  |
| Capital Group Companies | 4,07%           | Capital Research and Management Company |

## Acciona no Brasil
A ACCIONA iniciou sua atividade no país em 1996 e já realizou importantes projetos, como o Terminal 2 do Porto do Açu, em São João da Barra (RJ), no qual aplicou a tecnologia inovadora do equipamento Kugira, maior dique flutuante do mundo para fabricação de caixões de concreto pré-moldado.
Foi a responsável pela emblemática transformação da antiga estação ferroviária Júlio Prestes na Sala São Paulo, considerada pelo jornal inglês The Guardian um dos melhores espaços para concertos do mundo e que abriga a Orquestra Sinfônica de São Paulo - OSESP.
Realizou a assistência técnica na operação e manutenção da ETE Arrudas (MG) e atuou em projetos de tratamento de esgoto em Santa Cruz do Capibaribe (PE) e São Gonçalo (RJ).
Também foi responsável pelas reformas, em São Paulo, do complexo Estúdio Vera Cruz Filmes, da estação da Luz e do edifício Martiniano de Carvalho, atual sede da Telefônica. A empresa também venceu licitações para a construção de linhas e estações de metrô em São Paulo (SP) e Fortaleza (CE).
ACCIONA realizou durante 10 anos a operação da Rodovia Lúcio Meira (BR-393), em um trecho de 200 quilômetros de extensão, passando por 7 municípios da região sul do Estado do Rio de Janeiro.
É a responsável pela retomada das obras da Linha 6 - Laranja do Metrô de São Paulo e sua futura operação. São 15km de linhas e 15 estações que irão conectar a estação São Joaquim, na região central, com a Brasilândia.
Em 2021, A ACCIONA Energía, assinou um acordo com a Casa dos Ventos, maior grupo investidor em energias renováveis do Brasil, para a aquisição de dois projetos eólicos em desenvolvimento (Sento Sé I e II), no estado da Bahia, que somados podem chegar a até 850MW de potência.
Em 2022 a ACCIONA e a Linha Uni, responsáveis pela Linha 6-Laranja de metrô de São Paulo, foram as empresas vencedoras, com o projeto Estação Sustentar, da categoria de Diversidade da 8ª edição do Prêmio Câmara Espanhola de Sustentabilidade, realizado pela Câmara Oficial Espanhola de Comércio no Brasil.

O Estação Sustentar visa impactar positivamente a sociedade por meio de, entre outros pilares, formação profissional e empoderamento a mulheres. Estes pilares buscam promover formação profissional a residentes de comunidades de São Paulo com IDH abaixo da média municipal, contribuindo com a empregabilidade e aumentando a participação de mulheres na construção civil. As primeiras turmas, ministradas em instituições como o Senai, foram de Padeiros, Soldadores ao Arco Elétrico, Construtores de alvenaria, Sinaleiros Amarradores, Eletricistas Instaladores, Auxiliares Mecânicos de manutenção e Operadores de ponte rolante.